# Mete os Peitos, Nenê!
"Mete os Peitos, Nenê!" é o septuagésimo quarto episódio da série A Grande Família e o primeiro da terceira temporada.

## Sinopse
Após Marilda ter feito um implante de silicone, Nenê pensa em fazer o mesmo, porém resolve usar o sutiã inflável da amiga. Eis que no Congresso de Vigilância Sanitária, no qual Lineu e até o presidente da República estão presentes, Nenê faz sua primeira aparição em público com o novo visual. Na hora de proferir seu discurso, Lineu se atrapalha, pagando o maior mico. Mas vergonha maior passa Nenê, quando o presidente, Lula da Silva, coloca uma medalha em seu peito, que estoura. Vendo que o sutiã inflável não deu resultado, Nenê volta ao seu antigo visual.

## Audiência
Mete os Peitos, Nenê!, primeiro episódio após as férias do programa, inaugurou a temporada com uma ótima audiência: 35 pontos.